# حصار قلیج
حصار قلیج روستایی از توابع بخش مرکزی شهرستان ساوه در استان مرکزی در ایران است.

## جمعیت
این روستا در دهستان قره‌چای قرار دارد و براساس سرشماری مرکز آمار ایران در سال ۱۳۹۵، جمعیت آن ۲۴۷ نفر (۷۰ خانوار) است.